# Teodor Kocerka
Teodor Kocerka   (Bydgoszcz, 6 d'agost de 1927 - Varsòvia, 25 de setembre de 1999) fou un remer polonès que va competir durant les dècades de 1940 i 1950.
El 1952 va prendre part en els Jocs Olímpics d'Estiu de Hèlsinki, on guanyà la medalla bronze en la competició de scull individual del programa de rem. Quatre anys més tard, als Jocs de Múnic, fou quart en la mateixa prova. La seva tercera, i darrera, participació en uns Jocs va tenir lloc el 1960, a Roma, on guanyà una segona medalla de bronze en la competició de scull individual. En les edicions de 1952 i 1960 fou l'encarregat de dur la bandera polonesa en la cerimònia inaugural.
En el seu palmarès també destaquen cinc medalles al Campionat d'Europa de rem: d'or el 1955, de plata el 1953 i 1954, i de bronze el 1956 i 1959. A nivell nacional guanyà 19 campionats polonesos entre 1950 i 1960: deu en scull individual, un en doble scull, un en quatre amb timoner i set en el vuit amb timoner.
Una vegada retirat va exercir d'entrenador de rem en diversos equips polonesos i de la selecció femenina i masculina. Pels seus èxits esportius va ser recompensat amb nombrosos guardons.